# Herman Andersson (fotograf)
Herman Georg Andersson, född 8 mars 1856 i Göteborg, död 17 juni 1909 i Solna, var en svensk fotograf.
Han var son till Carl Andersson och Carolina Olsson. Efter att han varit verksam som fotograf i Karlshamn Jönköping och Örebro startade han tillsammans med sin bror Carl Alexander Andersson en fotoatelje i Stockholm 1885. Andersson verkade främst som porträttfotograf och utförde bland annat ett flertal porträtt av August Strindberg. Han samarbetade även med Strindberg i fråga om fotografiska experiment av olika slag. I Strindbergs sista drama är Andersson förlagan till en av karaktärerna. Andersson avled av en cancersjukdom och för att familjen skulle klara sin försörjning startade Strndberg en insamling bland den svenska kultureliten.